# Gößweinstein
Gößweinstein is een gemeente in de Duitse deelstaat Beieren, en maakt deel uit van het Landkreis Forchheim in de Fränkische Schweiz.
Het ligt aan de samenvloeiing van de Wiesent, de Ailsbach en de Püttlach.
Gößweinstein telt 4.084 inwoners.
Belangrijkste bouwwerken zijn de burcht en de basiliek.

## Plaatsen in de gemeente Gößweinstein
| - Allersdorf - Altenthal - Behringersmühle - Bösenbirkig - Etzdorf - Geiselhöhe - Gößweinstein - Hardt - Hartenreuth - Hühnerloh | - Hungenberg - Kleingesee - Kohlstein - Krachershöhe - Leimersberg - Leutzdorf - Moritz - Morschreuth - Moschendorf - Prügeldorf | - Sachsendorf - Sachsenmühle - Sattelmannsburg - Stadelhofen - Stempfermühle - Türkelstein - Ühleinshof - Unterailsfeld - Wichsenstein - Wölm |

Dormitz ·
Ebermannstadt ·
Effeltrich ·
Eggolsheim ·
Egloffstein ·
Forchheim ·
Gößweinstein ·
Gräfenberg ·
Hallerndorf ·
Hausen ·
Heroldsbach ·
Hetzles ·
Hiltpoltstein ·
Igensdorf ·
Kirchehrenbach ·
Kleinsendelbach ·
Kunreuth ·
Langensendelbach ·
Leutenbach ·
Neunkirchen a.Brand ·
Obertrubach ·
Pinzberg ·
Poxdorf ·
Pretzfeld ·
Unterleinleiter ·
Weilersbach ·
Weißenohe ·
Wiesenthau ·
Wiesenttal